# Dauda Bortu
Dauda Bortu (Monrovia, 4 settembre 1996) è un calciatore liberiano, centrocampista dell'Al-Thoqbah.

## Carriera

### Club
Bortu ha cominciato la carriera con la maglia del Bærum, in Norvegia, per cui ha iniziato a giocare nelle giovanili dal 2008. Il 27 aprile 2014 si è accomodato in panchina in occasione della 4ª giornata di campionato, in cui il suo Bærum è stato ospitato dallo Strømmen in una partita terminata 2-2. È rimasto in panchina anche il 22 giugno successivo, in occasione della sconfitta interna per 1-3 contro il Mjøndalen.
Nell'annata successiva, Bortu non ha disputato alcuna partita ufficiale in prima squadra. Contemporaneamente, il Bærum è retrocesso in 2. divisjon a causa del 15º posto finale in campionato. Il 17 dicembre 2015, il liberiano ha firmato il primo contratto professionistico con il club.
A gennaio 2017 ha rescisso il contratto che lo legava al Bærum. Dopo oltre un anno di inattività, ha firmato un contratto valido per una stagione e mezzo con il Mjølner.

### Nazionale
Il 29 marzo 2016, Bortu ha esordito per la Liberia: è subentrato infatti a Solomon Grimes nella partita vinta per 5-0 sul Gibuti, valida per le qualificazioni alla Coppa delle Nazioni Africane 2017.

## Statistiche

### Presenze e reti nei club
Statistiche aggiornate al 5 aprile 2016.
| Stagione     | Club         | Campionato   | Campionato | Campionato | Coppe nazionali | Coppe nazionali | Coppe nazionali | Coppe continentali | Coppe continentali | Coppe continentali | Supercoppe | Supercoppe | Supercoppe | Totale | Totale |
| Stagione     | Club         | Comp         | Pres       | Reti       | Comp            | Pres            | Reti            | Comp               | Pres               | Reti               | Comp       | Pres       | Reti       | Pres   | Reti   |
| ------------ | ------------ | ------------ | ---------- | ---------- | --------------- | --------------- | --------------- | ------------------ | ------------------ | ------------------ | ---------- | ---------- | ---------- | ------ | ------ |
| 2014         | Bærum        | 1D           | 0          | 0          | CN              | 0               | 0               | -                  | -                  | -                  | -          | -          | -          | 0      | 0      |
| 2015         | Bærum        | 1D           | 0          | 0          | CN              | 0               | 0               | -                  | -                  | -                  | -          | -          | -          | 0      | 0      |
| 2016         | Bærum        | 2D           | 0          | 0          | CN              | 1               | 0               | -                  | -                  | -                  | -          | -          | -          | 1      | 0      |
| Totale Bærum | Totale Bærum | Totale Bærum | 0          | 0          |                 | 1               | 0               |                    | -                  | -                  |            | -          | -          | 1      | 0      |
| 2018         | Mjølner      | 2D           | 4          | 0          | CN              | 0               | 0               | -                  | -                  | -                  | -          | -          | -          | 4      | 0      |
| Totale       | Totale       | Totale       | 4          | 0          |                 | 1               | 0               |                    | -                  | -                  |            | -          | -          | 5      | 0      |

### Cronologia presenze e reti in nazionale
| Cronologia completa delle presenze e delle reti in nazionale ― Liberia | Cronologia completa delle presenze e delle reti in nazionale ― Liberia | Cronologia completa delle presenze e delle reti in nazionale ― Liberia | Cronologia completa delle presenze e delle reti in nazionale ― Liberia | Cronologia completa delle presenze e delle reti in nazionale ― Liberia | Cronologia completa delle presenze e delle reti in nazionale ― Liberia | Cronologia completa delle presenze e delle reti in nazionale ― Liberia | Cronologia completa delle presenze e delle reti in nazionale ― Liberia |
| Data                                                                   | Città                                                                  | In casa                                                                | Risultato                                                              | Ospiti                                                                 | Competizione                                                           | Reti                                                                   | Note                                                                   |
| ---------------------------------------------------------------------- | ---------------------------------------------------------------------- | ---------------------------------------------------------------------- | ---------------------------------------------------------------------- | ---------------------------------------------------------------------- | ---------------------------------------------------------------------- | ---------------------------------------------------------------------- | ---------------------------------------------------------------------- |
| 29-3-2016                                                              | Monrovia                                                               | Liberia                                                                | 5 – 0                                                                  | Gibuti                                                                 | Qual. Coppa d'Africa 2017                                              | -                                                                      |                                                                        |
| Totale                                                                 |                                                                        | Presenze                                                               | 1                                                                      |                                                                        | Reti                                                                   | 0                                                                      |                                                                        |